# Chinatown, Afumați
Chinatown este un complex comercial din Afumați, lângă București, România.
Este cel mai mare complex chinezesc din Europa.
Acesta face parte dintr-un proiect mai amplu care se întinde pe 40 de hectare în estul Capitalei și care va costa peste 100 de milioane de euro.
A fost inaugurat la data de 19 iulie 2011.